# Новое Село (Лиозненский район)
Но́вое Село́ (бел. Но́вае Сяло́) — агрогородок в Лиозненском районе Витебской области Беларуси. Входит в состав Крынковского сельсовета.

## История
20 ноября 1943 года в боях за освобождение деревни Новое село особо отличился танк «Боевая подруга» с механиком-водителем Марией Октябрьской. Хочу добавить, что деревни Новое Село, о которой идёт речь, во время ВОВ ещё не существовало. Она является самым молодым поселение в Лиозненском районе и ведёт свою историю с 1961 года.
В 2008 году деревня Новое Село преобразована в агрогородок.

## Достопримечательности
- Церковь Св. Тихона. Год постройки (перестройки): после 1990 года[3] д. Большая Выдрея, д. 24.
- Центральный деревенский клуб. Год постройки 1988—2008 (25 лет строили)